# Mariano Chico
Coronel Mariano Chico Navarro (1796 – 1850) fue un militar mexicano que gobernó uno de los más cortos períodos de tiempo como gobernador de Alta California, de mayo a julio de 1836. Chico se presentó como el sucesor, en el Gobierno, del impopular teniente coronel Nicolás Gutiérrez, quien luego le sucedió. Este se unió a sus fuerzas en el exilio mexicano el 5 de noviembre de 1836, durante una rebelión norteña.[cita requerida] Fue gobernador de Aguascalientes y Guanajuato.[cita requerida]